# Uwe Bein
Uwe Bein (* 26. September 1960 in Lengers) ist ein ehemaliger deutscher Fußballspieler. Er gehört zum deutschen Weltmeisterteam von 1990.

## Karriere
Uwe Bein stammt aus Lengers, einem Ortsteil der osthessischen Kleinstadt Heringen (Werra). Als Kind spielte er für den TSV Lengers und den VfB Heringen, bevor er 1978 zu den Kickers Offenbach wechselte. Mit den Kickers war er die folgenden Jahre in der 2. Bundesliga aktiv. 1982/83 gelang ihnen der Bundesliga-Aufstieg, wobei Bein mit 20 Saisontoren großen Anteil am Erfolg hatte. Allerdings stiegen die Kickers 1983/84 als Tabellenvorletzter sofort wieder ab. Uwe Bein blieb der Gang in die Zweitklassigkeit erspart, denn er wechselte im Sommer 1984 zum 1. FC Köln. Bei den Geißböcken spielte der technisch begnadete Spielmacher an der Seite von Pierre Littbarski und Klaus Allofs. Im Frühjahr 1986 erreichte Bein mit den Kölnern das UEFA-Pokalfinale gegen Real Madrid. Nach einer deutlichen 5:1-Niederlage im Hinspiel,  gewannen sie immerhin das Rückspiel im Müngersdorfer Stadion mit 2:0. Bein hatte das Führungstor erzielt. 
Von 1987 bis 1989 spielte er für den Hamburger SV und von 1989 bis 1994 für Eintracht Frankfurt. Er bestritt insgesamt 300 Bundesligaspiele und erzielte dabei 91 Tore.
1994 wechselte Bein in die japanische Profiliga, wo er bis 1996 für die Urawa Red Diamonds aktiv war. 1997 gab er ein Gastspiel beim VfB Gießen in der Oberliga. Von 2002 bis 2006 spielte er für den Fünftligisten SVA Bad Hersfeld. Parallel kümmerte er sich in der Uwe-Bein-Fußballschule um den Nachwuchs. Vom 1. Juli bis zum 23. Dezember 2005 war er Manager von Kickers Offenbach.
Erfolge
Der größte Erfolg in Beins Karriere war der Gewinn der Fußball-Weltmeisterschaft 1990 in Italien. Er bestritt die drei Vorrundenspiele und das Viertelfinale und erzielte ein Tor in der Vorrunde gegen die Fußballnationalmannschaft der Vereinigten Arabischen Emirate, ehe er für den Rest des Turnieres verletzungsbedingt pausieren musste. Insgesamt kam er zu 17 Länderspieleinsätzen, in denen er drei Tore erzielte.
Als Vereinsspieler waren Bein jedoch keine großen Erfolge vergönnt. In seiner sportlich am stärksten einzuschätzenden Phase Ende der 1980er bzw. Anfang der 1990er bildete er mit Thomas von Heesen und später mit Andreas Möller ein erfolgreiches und spielstarkes Mittelfeld.
1986 erreichte er mit dem 1. FC Köln im UEFA-Pokal das Finale, in dem man gegen Real Madrid unterlag.
Mit Eintracht Frankfurt spielte Bein von 1990 bis 1993 jeweils um die deutsche Meisterschaft, konnte sie aber nie gewinnen. In der Saison 1991/92 verlor er mit seiner Mannschaft die Meisterschaft am letzten Spieltag. In den Jahren 1991–93 war Uwe Bein drei Mal hintereinander der beste Torvorbereiter der Bundesliga.

## Nach der Karriere
Bein ist für die unter dem Namen Kidsactive tätigen 74 Fußballschulen für Kinder und Jugendliche im ganzen Bundesgebiet tätig. In diesen Schulen, die von Frank Mill gegründet wurden, sind inzwischen 62 ehemalige Profi-Fußballer als Praxisanleiter tätig, darunter u. a. Maurizio Gaudino und Michael Schulz.

## Privates
Uwe Bein lebt in Bad Hersfeld.
Beins Tochter Sarah ist seit Ende Juli 2020 mit dem Fußballspieler Danny da Costa verheiratet.

## Ehrungen
Seit dem 23. Januar 2013 ziert ein Abbild von Uwe Bein eine der zwölf „Säulen der Eintracht“ im U-Bahnhof Willy-Brandt-Platz in Frankfurt.